# Фабрике Казабашана (Лука)
Фабрике Казабашана је насеље у Италији у округу Лука, региону Тоскана.
Према процени из 2011. у насељу је живело 121 становника. Насеље се налази на надморској висини од 212 м.